# Musik- und Kongresshalle Lübeck
Die Musik- und Kongresshalle Lübeck – in Lübeck meist nur MuK genannt – steht auf der Wallhalbinsel am Traveufer gegenüber der Beckergrube und der Mengstraße der Lübecker Altstadt.
Die MuK wurde von dem Architekten Meinhard von Gerkan entworfen und am 1. Oktober 1994 eröffnet. Sie verbindet die Funktionen einer internationalen Kongresshalle, einer Philharmonie und einer Stadthalle.

## Beschreibung
Jährlich stehen rund 350 Veranstaltungen, darunter etwa 150 Konzerte, Shows, Musicals, Theater- und Comedyveranstaltungen sowie um die 100 Kongresse, Seminare und Tagungen auf dem Programm der Musik- und Kongresshalle.
Zu den Höhepunkten der vergangenen Jahre gehörten der Kongress der Deutschen Gesellschaft für Pneumologie und der Beatmungsmedizin mit über 2000 Teilnehmern und der erste SARS-Weltkongress. Zu den herausragenden Ereignissen im Konzertbereich in jüngster Vergangenheit zählen das Rocktower-Festival und der Auftritt der Berliner Philharmoniker unter der Leitung von Sir Simon Rattle. Darüber hinaus gastierten Rock/Pop-Größen wie Herbert Grönemeyer, Die Toten Hosen, Beatsteaks, Kettcar (Band), Helge Schneider, Anastacia in den Räumlichkeiten der MuK.
Die MuK ist die Hauptspielstätte des Schleswig-Holstein Musik Festivals, sie ist die Heimstatt des Philharmonischen Orchesters der Hansestadt Lübeck und regelmäßiger Spielort des Elbphilharmonie Orchesters des NDR.
Neben der modernen Architektur ist die Figurengruppe Die Fremden von Thomas Schütte, die auf dem Dach der Halle steht, ein markantes Kennzeichen der MuK. Dieses ehemalige documenta-Exponat wurde von der Possehl-Stiftung finanziert und ist ein Symbol für alle Menschen, die auf der Flucht vor Krieg, Verfolgung, Folter, Hunger und Tod ihren Lebensraum verlassen und in fremder Umgebung ein neues, anderes Leben versuchen müssen.
Der Entwurf ging aus einem Architektur-Wettbewerb Anfang der 1990er Jahre hervor. Bis zur Fertigstellung der MuK standen in Lübeck für Konzerte nur kleinere Räumlichkeiten wie das Kolosseum, die Holstentorhalle oder das Theater Lübeck zur Verfügung.
Im Herbst 2015 wurde der Konzertsaal wegen Einsturzgefahr der Decke gesperrt. Seit 2016 wurde das Gebäude saniert, die Arbeiten sollten 2021 abgeschlossen sein. 2018 waren alle Veranstaltungsräume wieder in Betrieb genommen. Bis 2023 wurden Büros, Probe- und Konferenzräume sowie Künstlergarderoben saniert. Die Kosten waren auf 21,5 Millionen Euro veranschlagt.
Die Musik- und Kongresshalle steht im Eigentum der Hansestadt Lübeck. Betreiberin ist die Lübecker Musik- und Kongreßhallen Gesellschaft mit beschränkter Haftung, deren Gesellschafter die Hansestadt Lübeck (90 %) und der Norddeutsche Rundfunk (10 %) sind. Geschäftsführerin ist Ilona Jarabek.

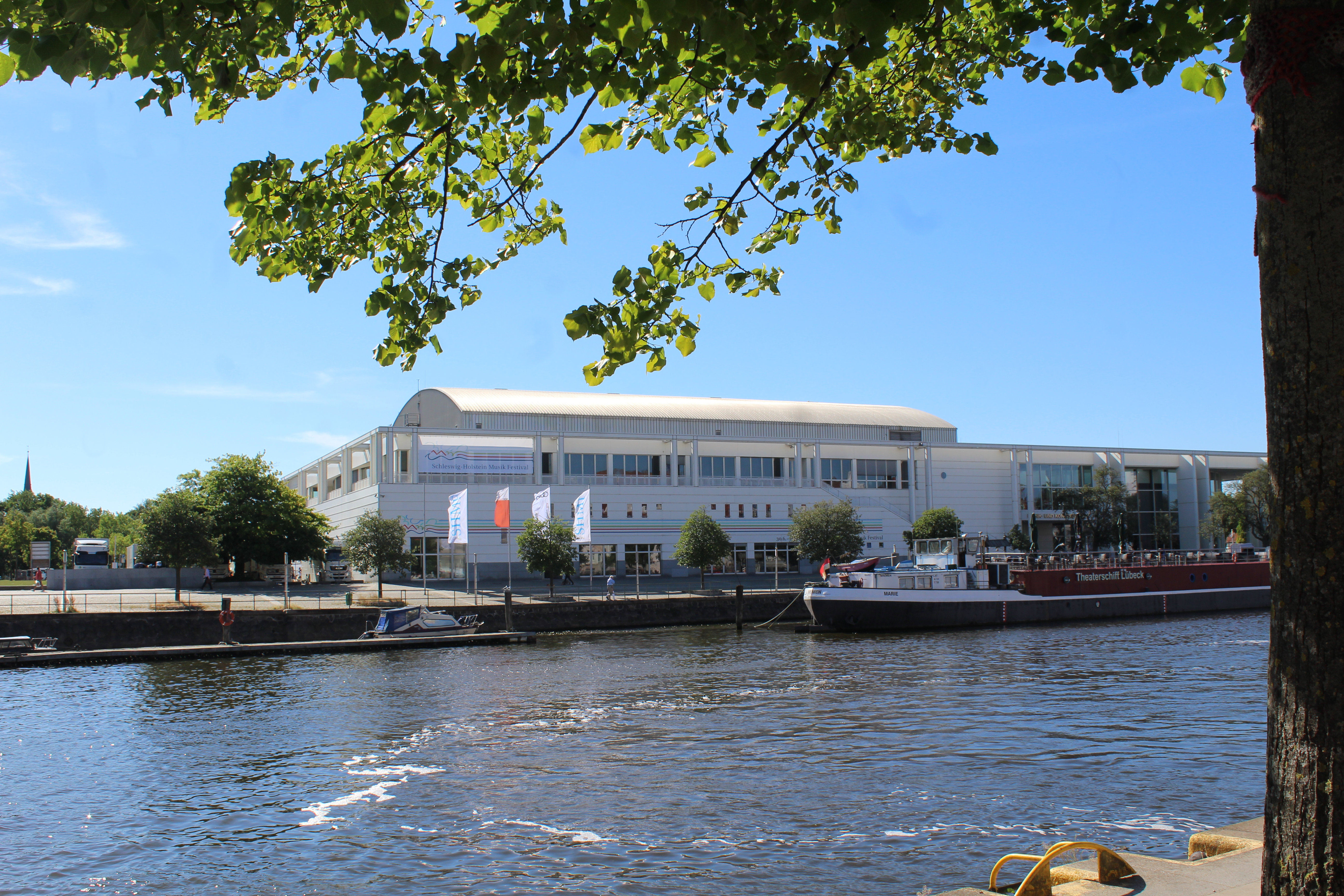
Musik- und Kongresshalle LübeckDie Fremden von Thomas Schütte

## Kapazitäten
Die MuK bietet in 15 Räumen Kapazitäten für Veranstaltungen von 10 bis 3500 Personen. Die Rotunde bietet mit Bestuhlung Plätze für rund 1000 Personen und ohne Bestuhlung für bis zu 3500 Personen. Der Konzertsaal im Kern der MuK verfügt über Sitzplätze für bis zu 1990 Zuhörer.

## Trivia
Während der COVID-19-Pandemie wurde in der MuK das größte Impfzentrum in Schleswig-Holstein eingerichtet.